# بلوط سبخي
البلوط السبخي أو بلوط المناقع الإسباني أو سنديان منقعي نوع نباتي شجري من جنس السنديان من الفصيلة الزانية.

## الموئل والانتشار
موطن هذا النوع في معظم مناطق شرق الولايات المتحدة ومقاطعة اونتاريو الكندية ولكنه أدخل أيضًا وسط أوروبا من رومانيا شرقًا إلى سلوفاكيا وتشيكيا وبولندا